# Liste der australischen Hochkommissare im Vereinigten Königreich
Die Liste der australischen Hochkommissare im Vereinigten Königreich bietet einen Überblick über die Leiter der australischen diplomatischen Vertretung im Vereinigten Königreich seit der Aufnahme diplomatischer Beziehungen im Jahr 1910.
| Amtszeit    | Name                    | Anmerkung                 |
| ----------- | ----------------------- | ------------------------- |
| 1910 – 1916 | George Reid             | Hochkommissar             |
| 1916 – 1921 | Andrew Fisher           | Hochkommissar             |
| 1921 – 1927 | Joseph Cook             | Hochkommissar             |
| 1927 – 1932 | Granville Ryrie         | Hochkommissar             |
| 1933 – 1945 | Stanley Bruce           | Hochkommissar             |
| 1946 – 1949 | Jack Beasley            | Hochkommissar             |
| 1949 – 1950 | Norman Mighell          | amtierender Hochkommissar |
| 1950 – 1951 | Eric John Harrison      | Hochkommissar             |
| 1951 – 1956 | Thomas Walter White     | Hochkommissar             |
| 1956 – 1964 | Eric John Harrison      | Hochkommissar             |
| 1964 – 1972 | Alexander Downer senior | Hochkommissar             |
| 1973 – 1975 | John Ignatius Armstrong | Hochkommissar             |
| 1975 – 1977 | John Bunting            | Hochkommissar             |
| 1977 – 1980 | Gordon Freeth           | Hochkommissar             |
| 1980 – 1981 | James Plimsoll          | Hochkommissar             |
| 1981 – 1983 | Victor Garland          | Hochkommissar             |
| 198? – 198? | Alfred Parsons          | Hochkommissar             |
| 1987 – 199? | Douglas McClelland      | Hochkommissar             |
| 1991 – 199? | Robert Smith            | Hochkommissar             |
| 1994 – 1998 | Neal Blewett            | Hochkommissar             |
| 1998 – 2000 | Philip Flood            | Hochkommissar             |
| 2000 – 2005 | Michael L’Estrange      | Hochkommissar             |
| 2005 – 2008 | Richard Alston          | Hochkommissar             |
| 2008 – 2013 | John Dauth              | Hochkommissar             |
| 2013 – 2014 | Mike Rann               | Hochkommissar             |
| 2014 – 2018 | Alexander Downer        | Hochkommissar             |
| 2018 – 2023 | George Brandis          | Hochkommissar             |
| 2023 –      | Stephen Smith           | Hochkommissar             |